# Нуров, Али Омардибирович
Али Омардибирович Нуров (1 февраля 2003, Махачкала, Дагестан, Россия) — российский и азербайджанский борец вольного стиля. Мастер спорта России. Призёр чемпионата Азербайджана.

## Карьера
Является воспитанником махачкалинской СШОР имени Гамида Гамидова, выступает под руководством тренера Магомеда Гаджиева. В феврале 2018 года в Хасавюрте победил на Первенстве Дагестана среди юношей. В августе 2019 года в подмосковном Раменском занял 3 место на IX летней Спартакиада учащихся России. В марте 2020 года в Наро-Фоминске на первенстве России среди юношей до 18 лет стал бронзовым призёром. В конце мая 2022 года в Нальчике в финале Первенства СКФО U23 уступил Али Цокаеву из Ингушетии. В середине июля 2022 года в Агвали стал бронзовым призёром Всероссийского турнир памяти Кади Абакарова. 31 января 2023 года ему было присвоено звание мастер спорта России. В феврале 2023 года в Каспийске, одолев в схватке за 3 место Ахмеда Багавудинова, стал бронзовым призёром чемпионата Дагестана. В середине мая 2023 года в Каспийске победил на Первенстве Дагестана U23. В декабре 2023 года в Баку завоевал бронзовую медаль чемпионата Азербайджана. 22 ноября 2024 года стал бронзовым призёром чемпионата Узбекистана.

## Личная жизнь
По национальности — аварец. Является младшим братом борца Магомедгаджи Нурова.

## Спортивные результаты
- Чемпионат Азербайджана по борьбе 2023 — ;